# 日産・RB24S
日産・RB24Sは、日産自動車が開発・製造していた直列6気筒ガソリンエンジンである。RBエンジンの一型式であり、総排気量は2.43リットル、動弁機構としてSOHCを採用し弁数は1気筒あたり2バルブで、シングルキャブレターを採用した自然吸気のエンジンである。シリンダーブロックは、鋳鉄製となっている。
「RB24S」とは、「Response Balance 2400cc Single stage carburetor」の英字の頭文字をとった名称である。電子制御燃料噴射(EFI)の採用が一般化している時代で在りながら、中上級格の市販車に搭載されるエンジンとしては、当時としても珍しいキャブレターを採用している。

## 開発経緯
RB24Sは、A31型セフィーロの開発と並行して開発が行われた。これはラテンアメリカ地域を仕向地とした輸出車"日産・ローレルアルティマ"のために開発された専用エンジンである。RB20エンジンをベースに最も有利な排気量を検討した結果から、2.43リットルとした。ラテンアメリカ地域の排気ガス規制(1980年代後半の販売当時)を詳細に分析し、シングルキャブレター方式を採用した。尚、キャブレターを採用した理由として、先進国に比べて開発途上国の排ガス規制の緩さの他に中東及び豪州向けのRB30Sと共用化に伴うコストダウンである。

## 市販車として中途半端な排気量の理由
1989年に日本に於ける自動車税が見直され、0.5リットル毎に各々の税額が定められた。2.5リットル区分でRB24を用いた場合に0.1リットル少なくなり、2.5リットルのトヨタ自動車1JZエンジンに対する販売戦略上中途半端な排気量になってしまうため、日本国内の採用が見送られた。こうした日本の市場を鑑みた末、"RB24"をベースに"RB25"エンジンが開発された経緯がある。結果として、中途半端な存在となった理由は、前述の1989年に行われた自動車税の見直しと深い関係があると言える。

## RB26DETTとの関係
BNR32型のスカイラインGT-RにはRB24のシリンダー行程を短縮した排気量2.35リットルのターボエンジンを搭載する予定であったが、レース参戦にあたり当時の全日本ツーリングカー選手権（グループA）のレギュレーションを精査した結果これを見送り、排気量は2.57リットルへと変更された。